# Dioscorea keduensis
Dioscorea keduensis là một loài thực vật có hoa trong họ Dioscoreaceae. Loài này được Burkill ex Backer mô tả khoa học đầu tiên năm 1924.